# Birkenhainer Straße

Verlauf der Birkenhainer Straße

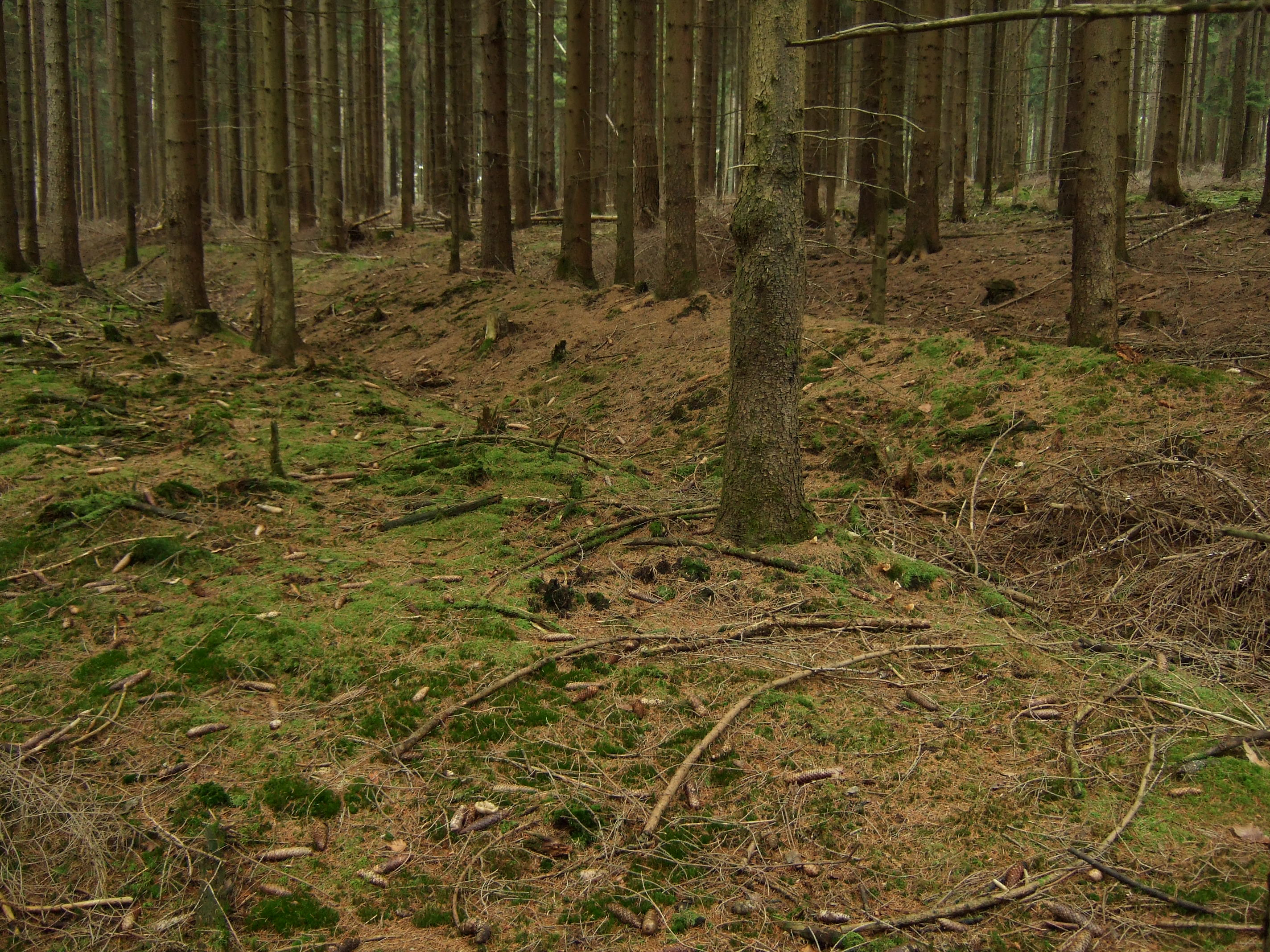
Überreste der Birkenhainer Straße im Spessart bei Wiesen

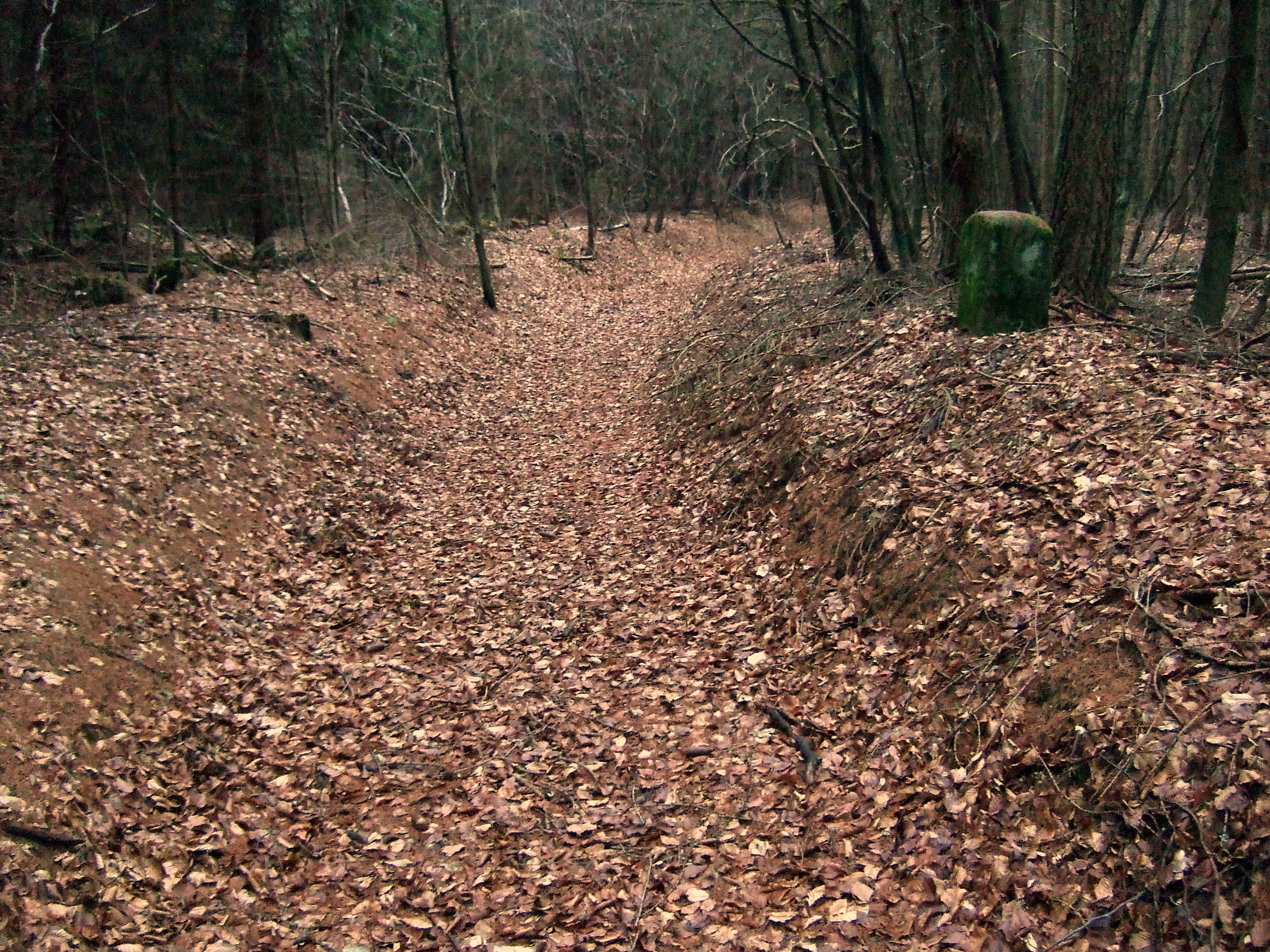
Alter Hohlweg als Überrest der Birkenhainer Straße in der Nähe der Bayrischen Schanz

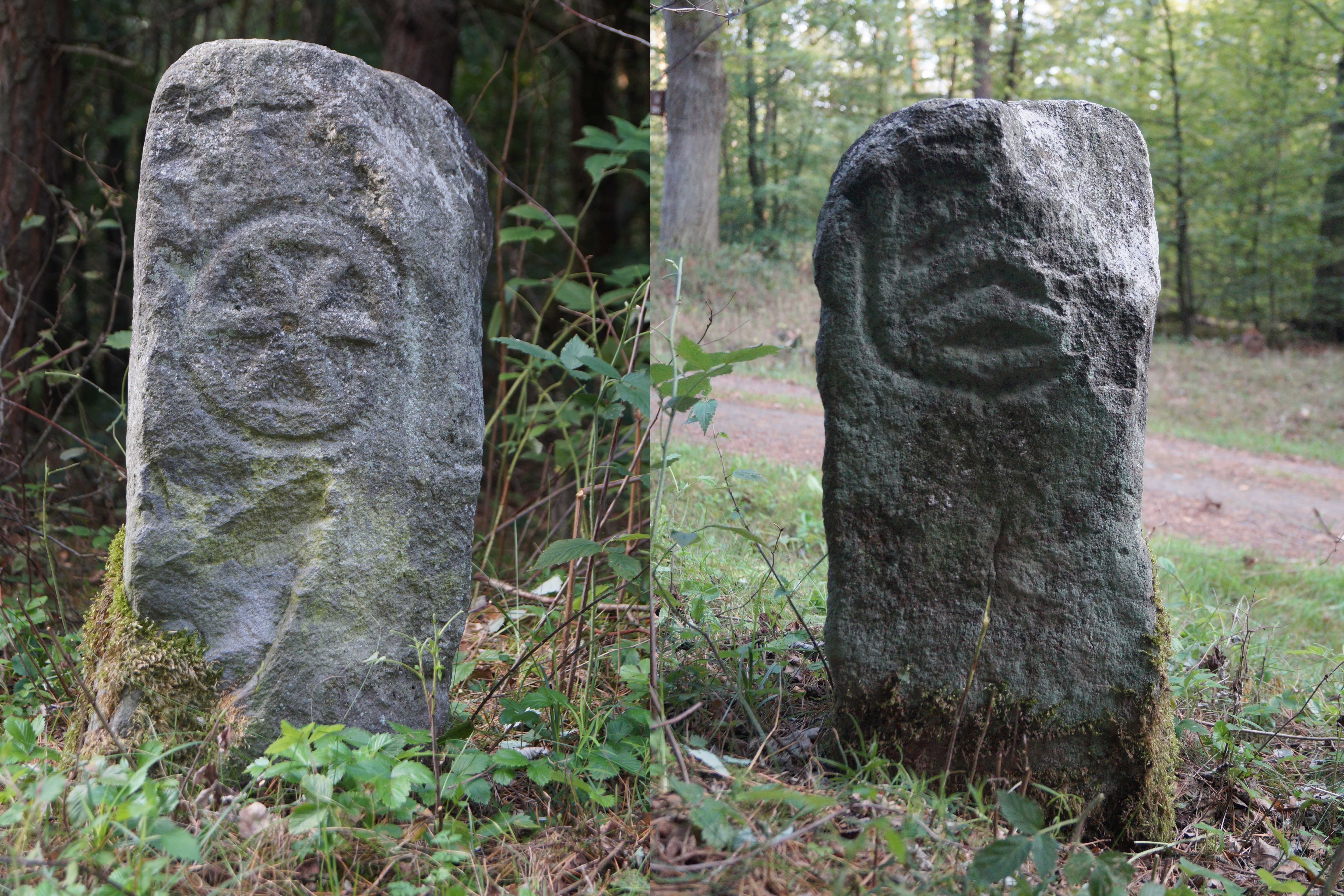
Grenzstein nordöstlich Hanau-Neuwirtshaus. Links Südseite (Mainzer Rad), rechts Nordseite (Hanauer Sparren).

Die Birkenhainer (Hohe) Straße ist ein mittelalterlicher Heer- und Handelsweg zwischen Rheinfranken und Ostfranken. Er verbindet mit 71 km Länge Hanau und Gemünden am Main und kürzt damit den Weg entlang dem Mainviereck ab durch die Wegführung über den nördlichen Spessart.

## Geschichte
Der Name Birkenhainer Straße erscheint erstmals 1338 und rührt von der Waldabteilung »Birkenhain« bei Geiselbach her, in deren Nähe sich mehrere Wegebündel zu einer Hauptroute in Richtung Osten vereinigen.
Die Trasse verläuft über die Bergrücken und vermeidet so Auf- und Abstiege. Grabfunde entlang der Straße auf der Höhe der Freigerichter Bucht deuten darauf hin, dass sie schon im 2. Jahrtausend v. Chr. benutzt wurde. Die Anlage des Kleinkastells Neuwirtshaus belegt die Nutzung der Straße auch in römischer Zeit. An der Straße wurde ebenfalls das Kloster Einsiedel angelegt.
Im Mittelalter war die Straße öfter Schauplatz von Überfällen der Spessarträuber auf Handelstransporte. Im Jahr 1564 ist ein Überfall von niederadligen Raubrittern auf Nürnberger Kaufleute oberhalb des Biebergrundes belegt. Neben Kaufleuten benutzten oberfränkische Schiffer, Floßhändler und Leinreiter die Birkenhainer Straße für den Rückweg den Umweg über das Mainviereck vermeidend. Sie war ein Teilstück der mittelalterlichen Verbindung Wien – Amsterdam und verlor nach dem 14. Jahrhundert durch den Neubau von Straßen entlang der Flüsse und Städte zunehmend an Bedeutung.
Heute wird die Birkenhainer Straße als Wanderroute und Radweg genutzt. Der Spessartbund hat den Weg mit einem schwarzen „B“ auf weißem Grund gekennzeichnet und hält ihn in Stand. Er verläuft zu großen Teilen entlang der hessisch-bayerischen Landesgrenze; im Streckenverlauf sind viele historische Grenzsteine erhalten.

## Überreste
Auch wenn weite Teile der Strecke heute zu Forstwegen umgewandelt worden sind, lassen sich gleichwohl noch Spuren des alten Fernreisewegs erkennen. Markante Spuren finden sich beispielsweise in der Nähe der Gemeinde Wiesen an der Kreuzung von Birkenhainer Straße, Eselsweg und Degen-Weg, westlich des Dr.-Kihn-Platzes, am Wiesbüttsee, entlang der heutigen Landesstraße L 2905 zwischen Wiesen und Flörsbach sowie östlich der alten Zollstation und früheren Herberge Bayerische Schanz. Sehr umfangreiche Spuren mit bis zu zehn Hohlwege nebeneinander sind auf einem Bergrücken ca. 2 Kilometer nordöstlich von Ruppertshütten zu sehen. Im Zusammenhang mit den hier seit 2011 stattfindenden Ausgrabungen an der alten Wegstation Kloster Einsiedel wurden auch Kleinabschnitte der alten Birkenhainer Straße freigelegt. Hier zeigt sich, dass die Straße an Teilstücken sogar zweispurig (für Verkehr und Gegenverkehr) angelegt war. In den Ausgrabungsabschnitten ist zu erkennen, dass es sich um einen künstlich angelegten, mit Fels und Stein befestigten Hohlweg handelte. Auf den Steinen sind die 1,50 m breiten alten Radführungsspuren zu erkennen. Der heutige Forstweg „Birkenhainer Straße“ führt zwar in der Nähe der alten Birkenhainer Straße vorbei, ist aber nicht deckungsgleich mit ihr.

## Wegpunkte
Markante Wegpunkte sind:
- Kloster Einsiedel zwischen Ruppertshütten, Rengersbrunn und Rieneck ⊙
- Bayrische Schanz ⊙
- Dr. Karl-Kihn-Platz oberhalb von Wiesen im Kreuzungspunkt mit dem Eselsweg ⊙
- Frohnbügel ⊙
- Kleinkastell Neuwirtshaus ⊙

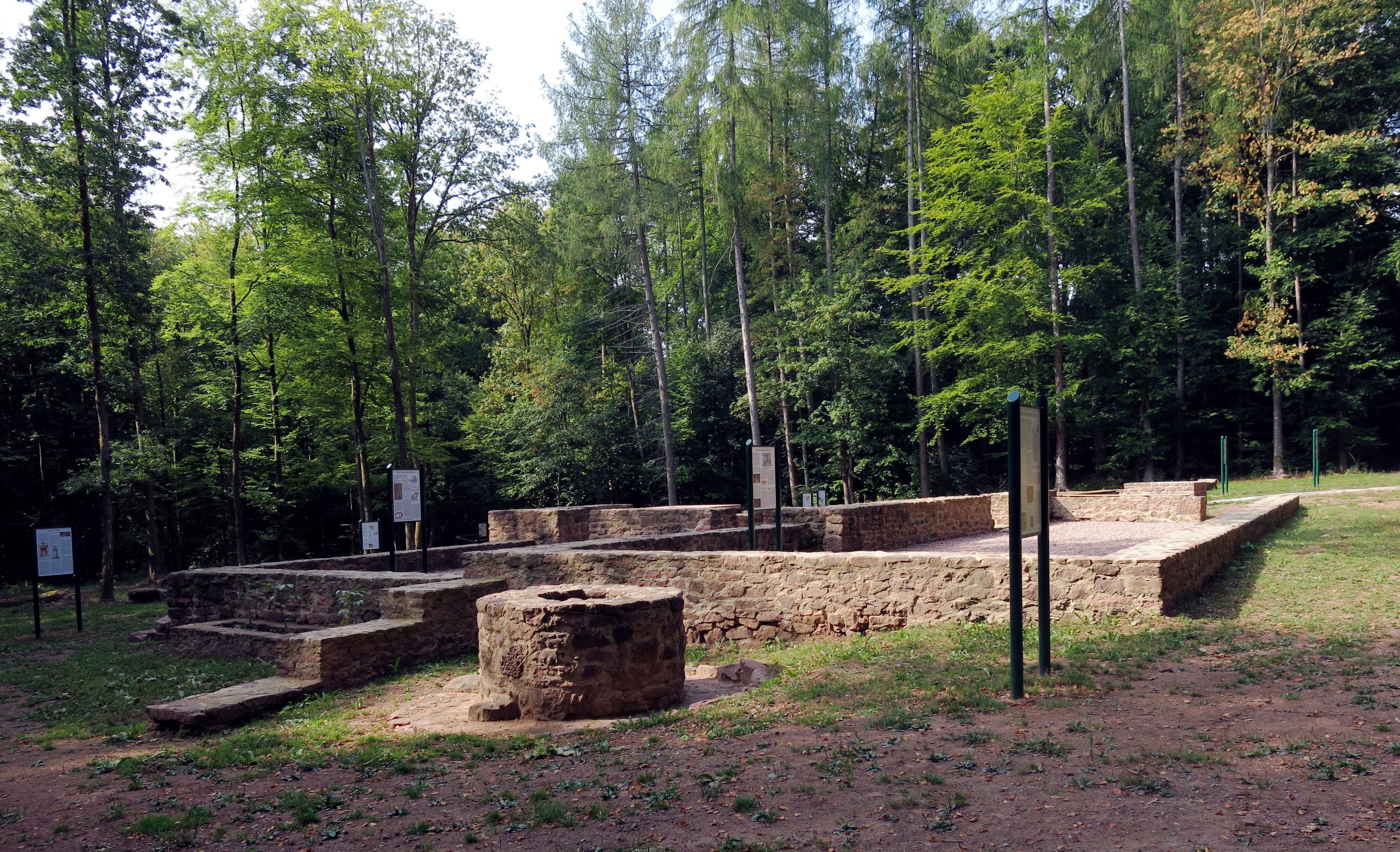
Kloster Einsiedel (Elisabethenzell)
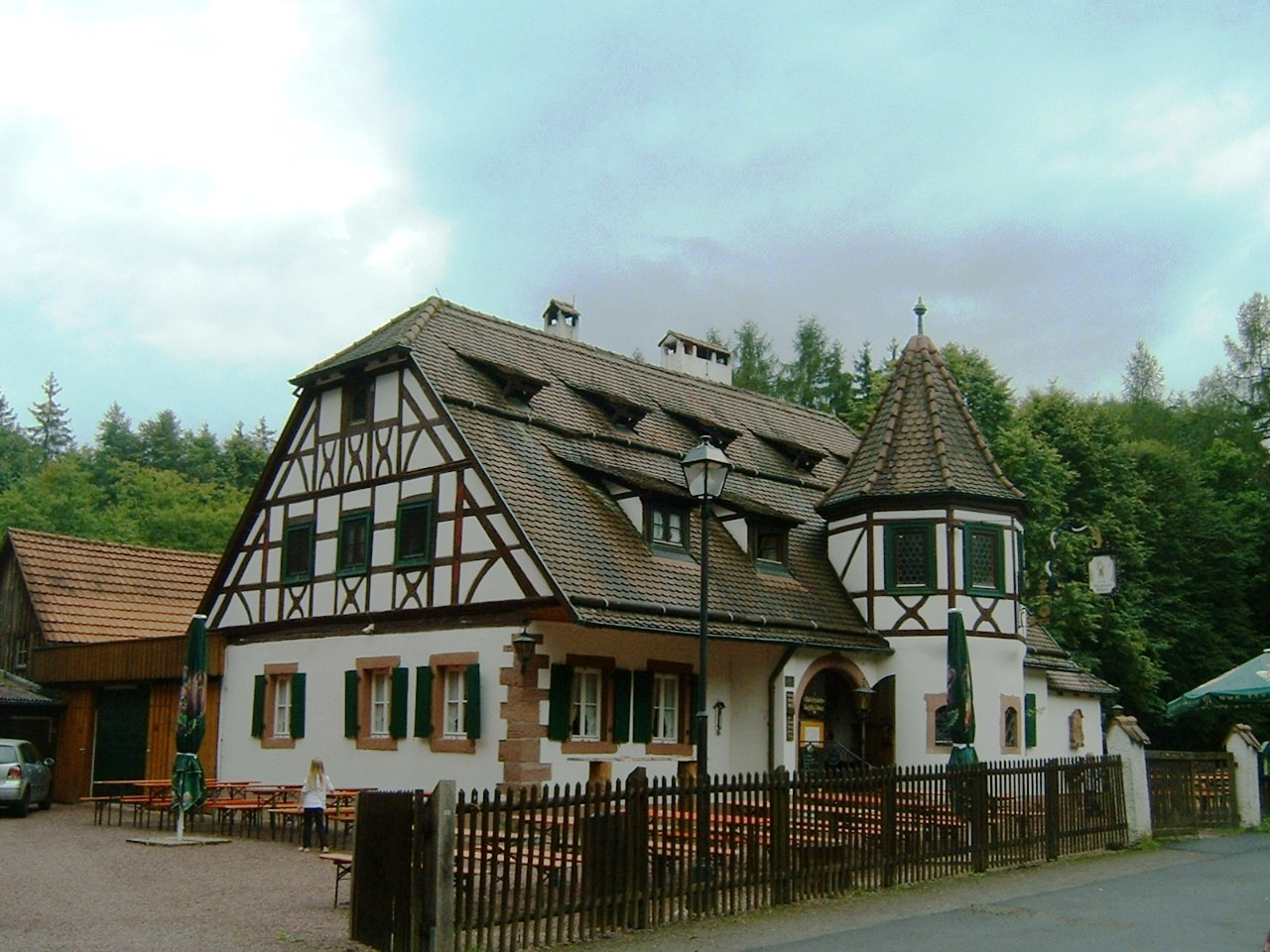
Bayrische Schanz, Station an der Birkenhainer Straße
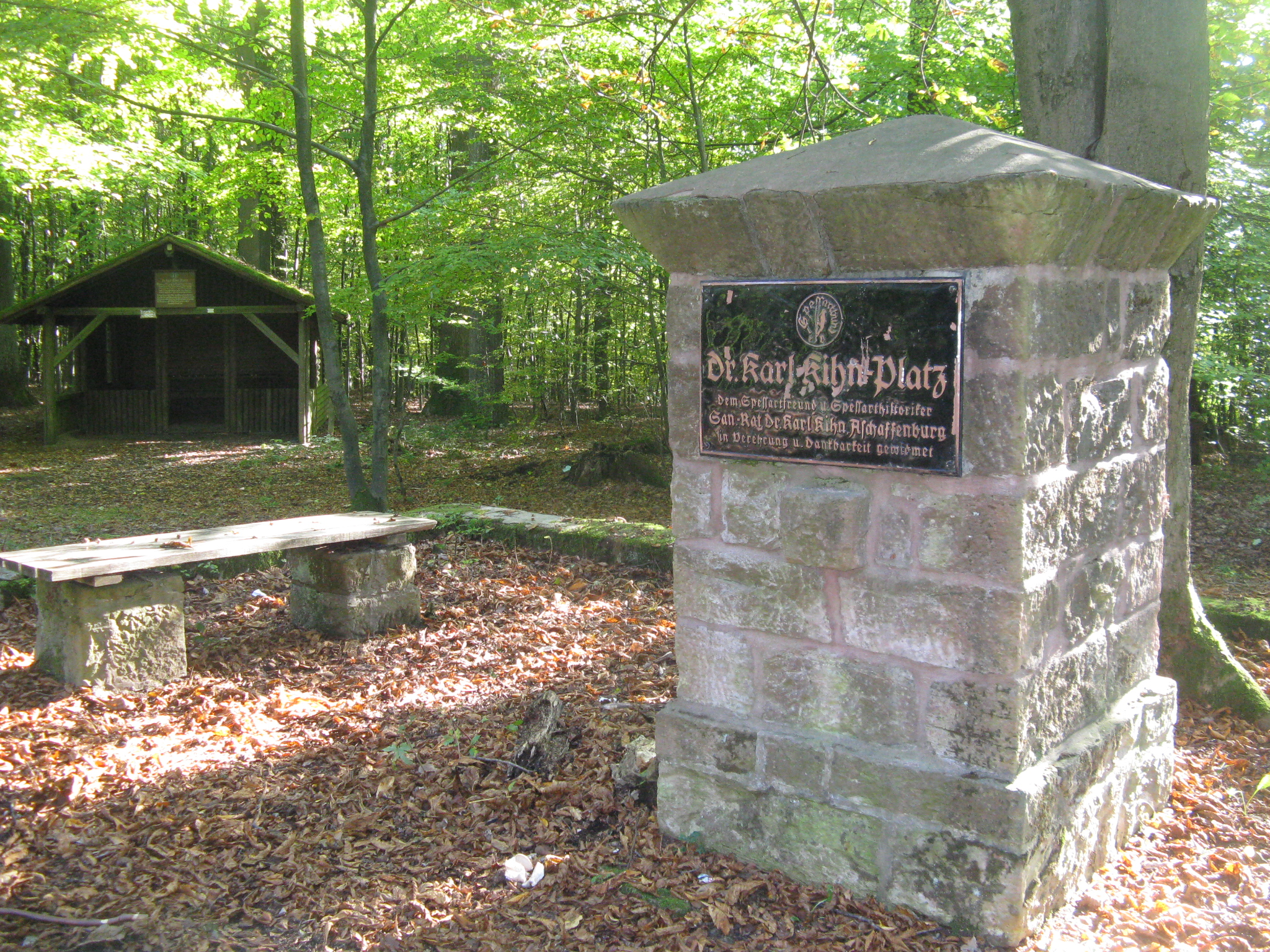
Dr.-Karl-Kihn-Platz
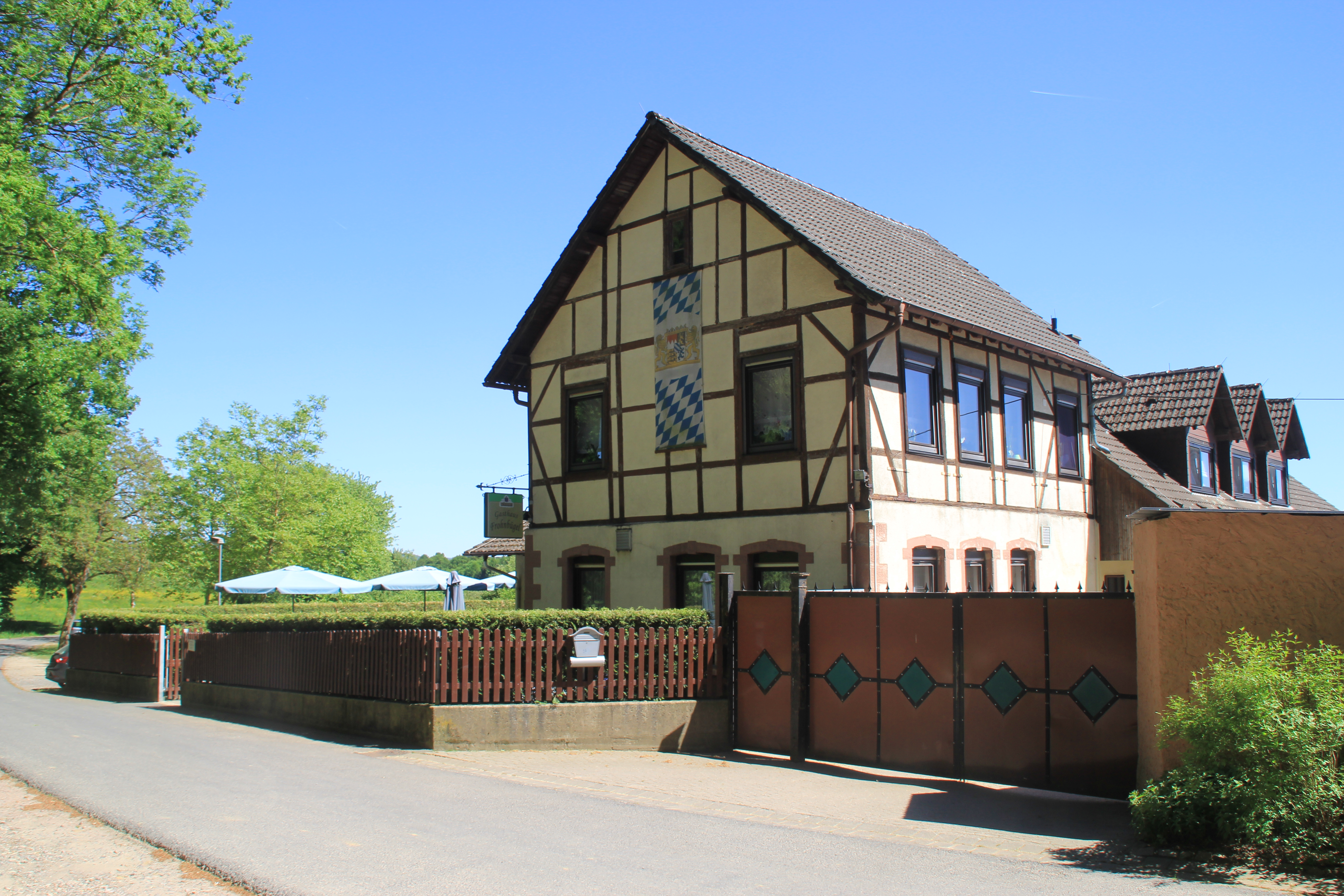
Frohnbügel
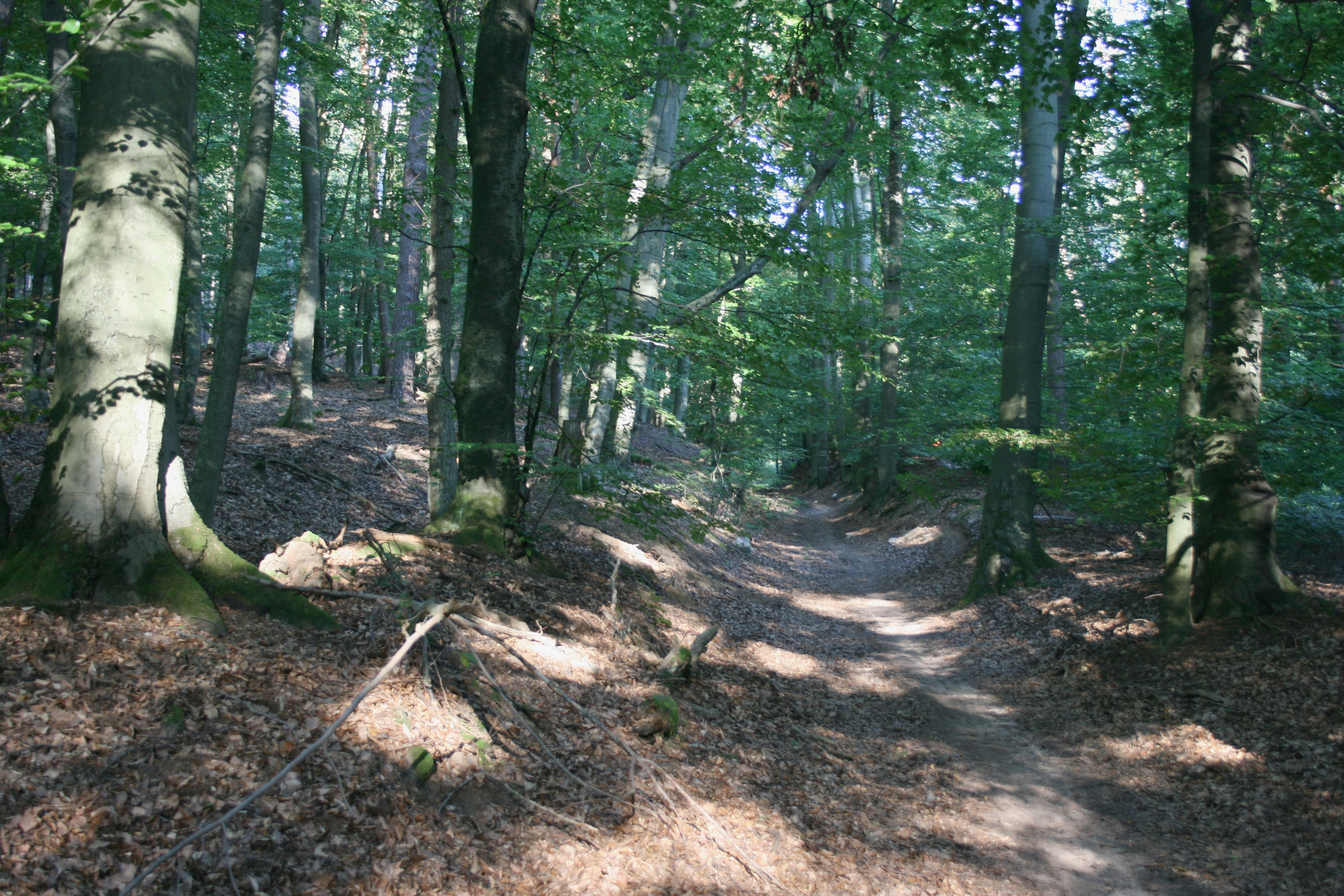
Hohlwege am westlichen Abhang des Spessart nordwestlich von Alzenau.
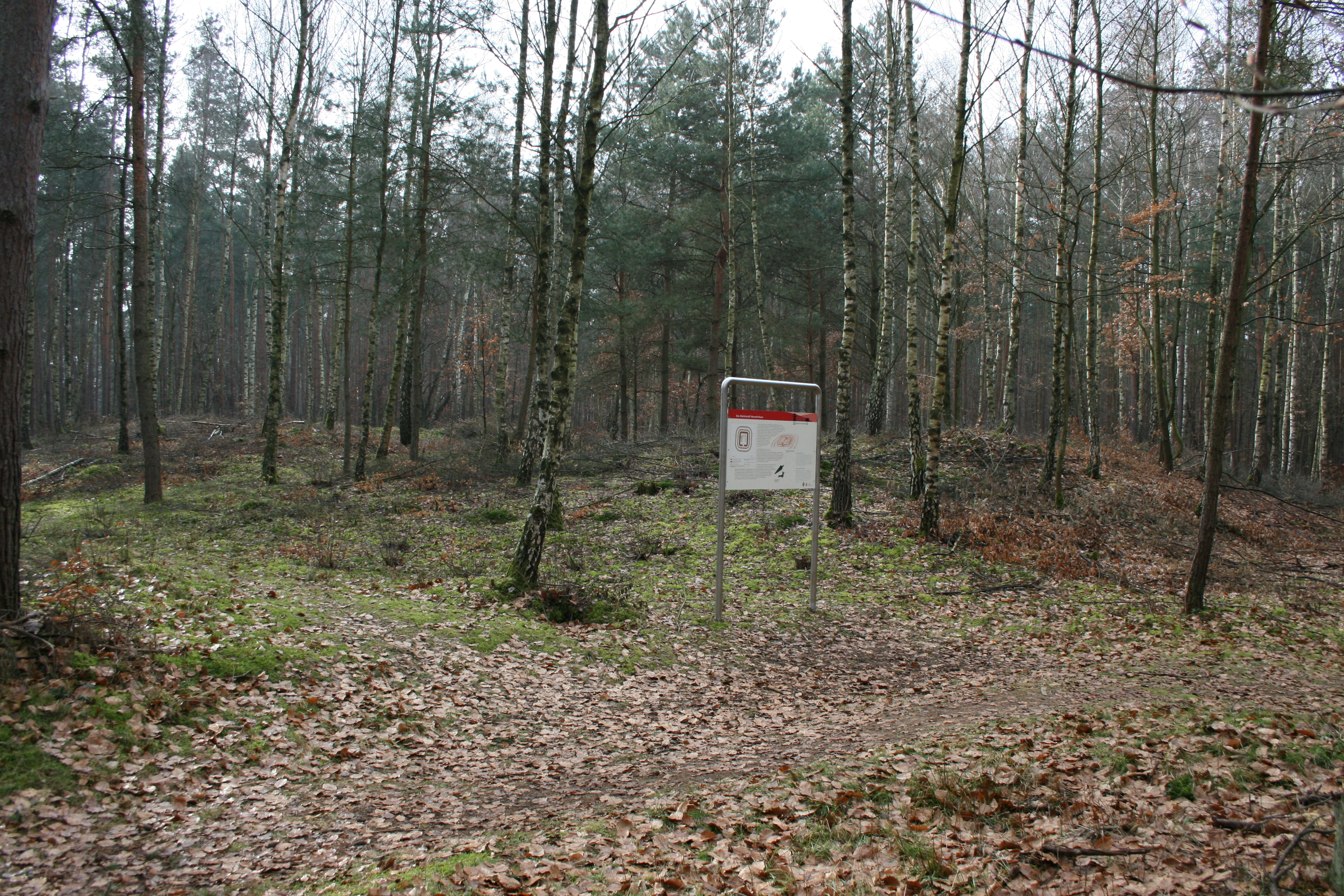
Kleinkastell Neuwirtshaus am Obergermanisch-Raetischen Limes.